# イブラヒム・ババンギダ
イブラヒム・バダマシ・ババンギダ（英語: Ibrahim Badamasi Babangida, 1941年8月17日 - ）は、ナイジェリアの軍人、政治家。同国第8代国家元首（在任: 1985年8月27日 - 1993年8月27日）。クーデターにより大統領に就任し、ナイジェリア独立後最も自由で公正な選挙を実施したが、選挙結果を無効にしたため民政移行の遅延に対する暴動を招き辞任した。

## 生い立ち
イブラヒムはグワリ族出身でナイジャ州のミンナで生まれた。1962年12月10日にナイジェリア陸軍に仕官し、オルシェグン・オバサンジョ軍政下で行政手腕を発揮した。1976年のクーデタにも関与し、電波放送で宣伝を行っていた首謀者の1人で彼の友人でもあるB・S・ディムカ中佐からあるラジオ局を「解放」した。放送は中断されたが、ディムカ中佐は逃亡した（後に処刑される）。ババンギダはムハンマド・ブハリ軍政下でも政治的な地位を占め、1985年の中級将校によるクーデタにより権力を奪った。彼は、「ブハリ政権による人権侵害を終わらせ1990年までに民政移管する」と宣言し権力の座に就いた。
| - 1962年 ナイジェリア軍事訓練学校 - 1964年 インド士官学校 - 1966年1月 - 4月 英国王立機甲軍団センター - 1972年8月 - 1973年6月 機甲学校の上級機甲将校課程 - 1977年1月 - 7月 ジャジの指揮幕僚学校の上級士官課程 - 1980年 クルの国立政策戦略研究所で政策戦略研究課程、米国海軍大学院で上級国際防衛管理課程 | - 1963年4月20日 少尉 - 1966年 中尉 - 1968年 大尉 - 1970年 少佐 - 1970年7月9日 中佐 - 1973年 大佐 - 1975年8月1日 - 1979年10月 最高軍事評議会議員 - 1979年 准将 - 1983年 少将 - 1985年 国軍最高司令官 - 1987年10月 大将 |

## 政策
政治的な面においてババンギダは、前任のブハリや以後のどの軍事独裁者よりも世論に敏感に反応し、情報操作することに長けていた。政権初期にはブハリの下で拘留されていた多くの政治家を解放し、自らを人権の恢復者として振舞おうとした（しかし時間が経つにつれ、この風格は損なわれていくこととなった）。また可能な限り反対派を金で片付けることを好んだため、「マラドーナ」と渾名された。その一方で、国家元首のオフィスから送られた小包爆弾により暗殺されたジャーナリストのデレ・ギワなど、買収を拒んだり無視した反対者に対しては武力に訴えることもあった。
ババンギダは当初の約束に反して、個人の拘留に関する悪名高い「国家治安法2条」を決して廃止しようとはしなかった。この法律では、危険であると判断されれば大統領の許可のみで何人も人身保護や裁判を受ける権利を与えずに6ヵ月間拘留する権限を政府に認めていた。時間が経つにつれ、政権を刺激すると判断された労働組合や学生団体、さらにはジャーナリストやその他の個人の言論を封じるために自ら命令を下す事例が増えていった。
ババンギダの外交政策のうち今日にまで重要な影響を与えている政策の1つは、イスラム諸国会議機構 (OIC) におけるナイジェリアの地位をオブザーバー国から正規加盟国へ昇格させるという1986年の決定である。この決定に対して国民の半数を占めるキリスト教徒は猛抗議し、ババンギダは一旦は決定を撤回した。しかしナイジェリアの昇格を審議するジョン・シャガヤ委員会が設置され検討された結果正規加盟を認められたことを受けて、ババンギダは再度昇格させる決定を示した。
ババンギダの経済政策は、少なくとも表面上は筋の通った合理的なものであった。彼は国営企業の民営化と規制緩和に向け、軍と民間から最も実力のある人物を集めた。特に銀行業務の自由化と、後のオルシェグン・オバサンジョ政権時における電話業務の自由化の基礎となった協定策定は注目されるものであった。ババンギダは IMF と世界銀行により提案された構造調整(SAP)に対する支持を問う住民投票を行い否決されると、1986年に「自らの提案」としてIMFの融資を受け構造調整を開始した。SAPの下で実施されたのは、卸売市場の廃止と価格統制の除去とによる農業分野の規制緩和、公企業の民営化、輸出部門の競争力強化を図ったナイラの切り下げと1970年代にゴウォン及びオバサンジョ政権時に導入されていた外資規制の緩和だった。1986年 - 1988年にIMFによる政策が実施された結果、輸出部門では期待通りの成長がみられたが、公共部門や都市住民の実質賃金は下落し、公共サービスに対する支出の急激な引き下げなどにより、暴動を呼び起こす波を立たせ、不満の噴出によりSAPの継続が困難になった。ババンギダはその後インフレ経済政策に戻り、部分的に「規制緩和」も取り止めた。そして、資本逃避が実質金利の低下を受けて再開したので、経済成長も失速した。IBBはナイジェリアの中産階級を消滅させた。後のオバサンジョ政権は、自らの大統領選立候補の助けになったとの認識のため、ババンギダの腐敗と弾圧政策の追及に及び腰であった。